# 梅久戈列

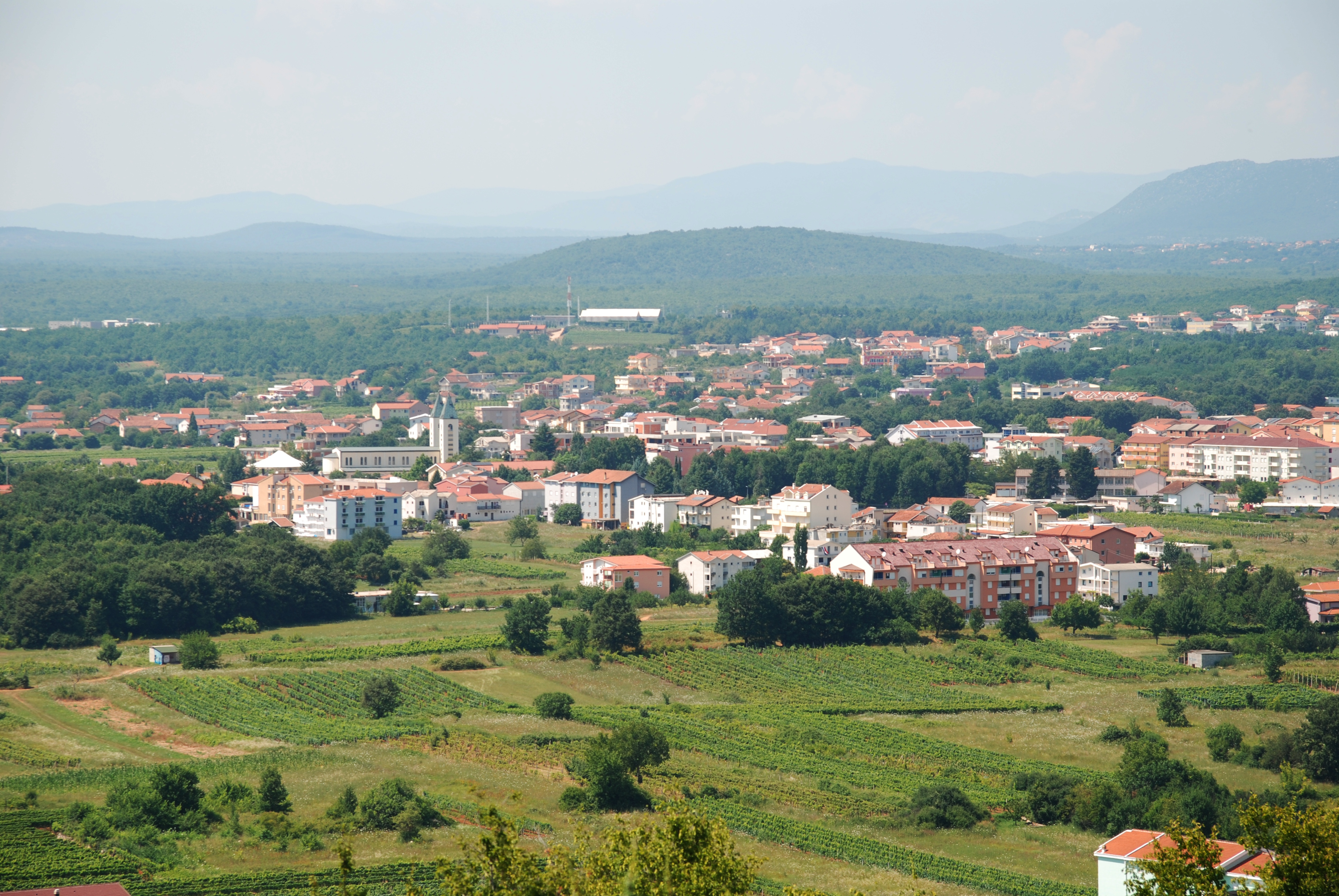
梅久戈列

梅久戈列，又译为梅久戈耶、默主哥耶、梅杜高濟，是波士尼亞與赫塞哥維納实体之一波黑联邦（原南斯拉夫）黑塞哥維那-內雷特瓦州南部契特卢克市镇的村庄。人口数量为2306人，大部分都是克罗地亚族。

## 聖母顯現
在1981年，有數人稱在梅久戈耶聖雅各伯堂區看到了聖母瑪利亞。1981年6月24日傍晚，伊萬卡．伊萬科維奇和米爾雅娜．德拉基切維奇兩位女孩前往克尼察山腳下的波德布爾多地區。突然間，伊萬卡看到聖母（米爾雅娜未見顯現）。兩位女孩繼續朝村莊走去。同日，下午六點左右，六名年輕人在同一地點看到抱著嬰兒的聖母瑪利亞。除了伊萬卡和米爾雅娜，在場的還有維卡．伊萬科維奇、伊萬．德拉基切維奇、伊萬．伊萬科維奇、米爾卡．帕夫洛維奇、瑪利亞．帕夫洛維奇和雅科夫．喬洛。同年7月21日，莫斯塔爾—杜夫諾教區的主教帕瓦奧．扎尼奇與六位“目擊者”會面，他們向主教報告了他們最近的經歷。
現在梅久戈列已經成為天主教徒重要的朝聖地，是歐洲朝聖者數第三多的聖母顯現地，每年有超過100萬人來訪。
1983年至2024年，教會針對這起靈性現象展開數次調查，期間經歷懷疑、否定、同意等不同意見。1991年4月10日南斯拉夫主教團委員會發布了關於梅久戈耶現象的最終報告，稱為《扎達爾聲明》，聲明指出：「基於迄今為止的研究，我們無法肯定這些現象具有超自然性。然而，許多信徒從各地來到梅久戈耶，出於宗教和其他原因，他們首先需要得到教區主教的關心和牧靈關懷，其他主教也應如此，以便在梅久戈耶，並與梅久戈耶，一起促進對聖母瑪利亞予以正當的虔誠敬禮，並與教會的訓導保持一致。」1998年3月2日，應留尼汪聖但尼教區主教的詢問，當時的聖座教義部回復稱，允許私人前往梅久戈耶朝聖，前提是不能宣稱梅久戈耶為真實顯現之地。
在隨後的幾年里，聖座教義部進一步深入調查了梅久戈耶事件的整個過程。2015年12月，教宗方濟各在收到所有文件後，決定親自接管關於梅久戈耶的案件。2019年1月14日，教宗公開了一項指令，指出“可以組織前往梅久戈耶的朝聖活動，但需謹慎避免將其解讀為對事件真實性的認可”。
2024年9月19日聖座教義部在聖座新聞室舉行記者會，介紹關於梅久戈耶朝聖地靈性現象的文件，該文件的題目為《和平之后：與梅久戈耶相關的靈性經驗》。該文件由聖座教義部部長費爾南德斯樞機和聖座教義部教義部門秘書長馬泰奧蒙席簽署，並於8月28日獲教宗方濟各批准。
該文件承認與梅久戈耶經驗相關的靈性果實的美好，批准信友在那裡舉行公開敬禮。該文件還強調，“本文件的結論並不涉及對自稱目擊者道德生活的判斷”，而無論如何，靈性恩典“並不一定需要人具有道德上的完美”。
聖座教義部敦促所有前來梅久戈耶的人士，“強烈建議，朝聖者來此朝聖不是為了與所稱目擊者會面，而是為了與和平之后瑪利亞相遇”。